# Bobby Arber
Robert Leonard Arber (sinh ngày 13 tháng 1 năm 1951) là một cựu cầu thủ bóng đá người Anh thi đấu ở Football League, ở vị trí hậu vệ. Sau khi giải nghệ, ông dẫn dắt Barking từ tháng 1 năm 1985 đến tháng 12 năm 1986.